# Seignelay
Seignelay település Franciaországban, Yonne megyében. Lakosainak száma 1460 fő (2022. január 1.). Seignelay Beaumont, Chemilly-sur-Yonne, Gurgy, Hauterive és Héry községekkel határos.

## Népesség
A település népessége az elmúlt években az alábbi módon változott:
| Lakosok száma | 1604 | 1596 | 1598 | 1522 | 1485 | 1476 | 1457 | 1443 | 1460 |
|               | 2013 | 2015 | 2016 | 2017 | 2018 | 2019 | 2020 | 2021 | 2022 |